# Bernard Cornelis van Merlen
Jhr. Bernard Cornelis van Merlen (Haarlem, 21 november 1862 − Bilthoven, 13 november 1942) was een Nederlands burgemeester.

## Biografie
Van Merlen was een telg uit het adellijke geslacht Van Merlen en een zoon van politicus jhr. Jean Baptiste van Merlen (1833-1909) en Clasina Aleida Visser (1840-1912). Hij promoveerde in 1890 in de rechten te Utrecht. In 1897 werd hij burgemeester van Heiloo wat hij tot 1905 zou blijven.
Jhr. mr. B.C. van Merlen trouwde in 1898 met Carolina van Notten (1873-1971) met wie hij twee kinderen kreeg; hun dochter, die in 1990 overleed, was de laatste telg van dit adellijk geslacht. Hij overleed in 1942 op bijna 80-jarige leeftijd.